# Akroposthion

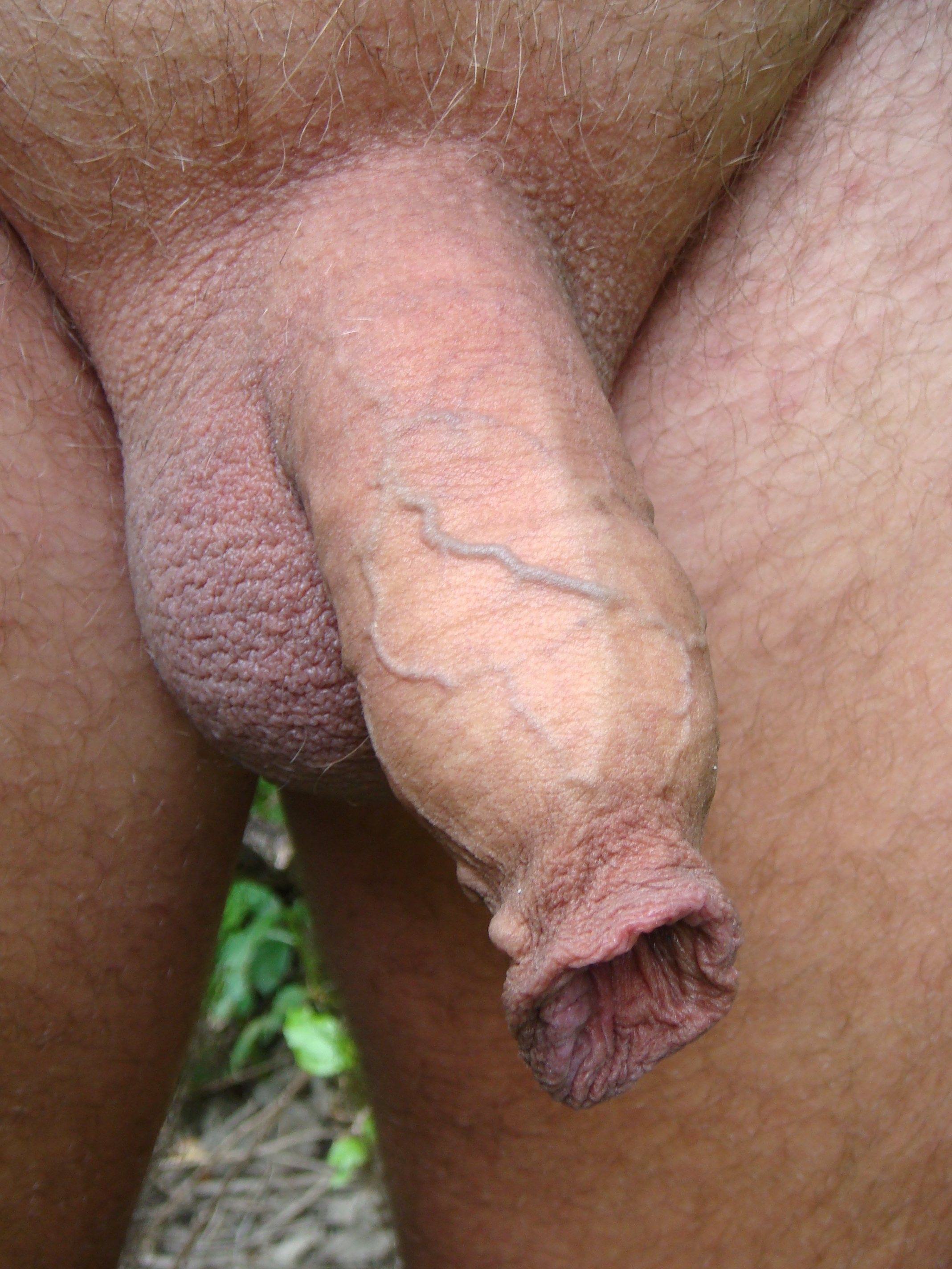
Akroposthion

Het 'akroposthion'  (Grieks ακρο, akro, "top", en ποσθη, posthe, "voorhuid") is bij een lange voorhuid het deel dat voor de onderliggende eikel uitsteekt. 
Bij de oude Grieken speelde het akroposthion een belangrijke rol. Gedeeltelijke zichtbaarheid van de eikel werd als ongewenst beschouwd, en een lang akroposthion werd daardoor uiteindelijk een teken van beschaving.  Op aardewerk uit de Griekse oudheid zijn mannen in het algemeen dan ook afgebeeld met een zeer lange voorhuid.  Om de eikel te verbergen, en om verlenging van de voorhuid door oprekken te bewerkstelligen werd wel een lederen riempje (een Kynodesme) om de voorhuid gebonden, en vervolgens vastgemaakt om het middel, of vastgebonden om de basis van de penis.